# Kloster Lobenfeld
Das Kloster Lobenfeld in Lobenfeld, einem Ortsteil der Gemeinde Lobbach im Rhein-Neckar-Kreis in Baden-Württemberg, ist ein vor 1150 von Augustiner-Chorherren gegründetes Kloster, das nach wechselvoller Geschichte im Zuge der Reformation 1560 aufgehoben wurde. Die Klosterkirche Lobenfeld zählt zu den bedeutenden staufischen Denkmälern in Baden-Württemberg.

## Geschichte

### Gründung im 12. Jahrhundert durch Augustiner-Chorherren

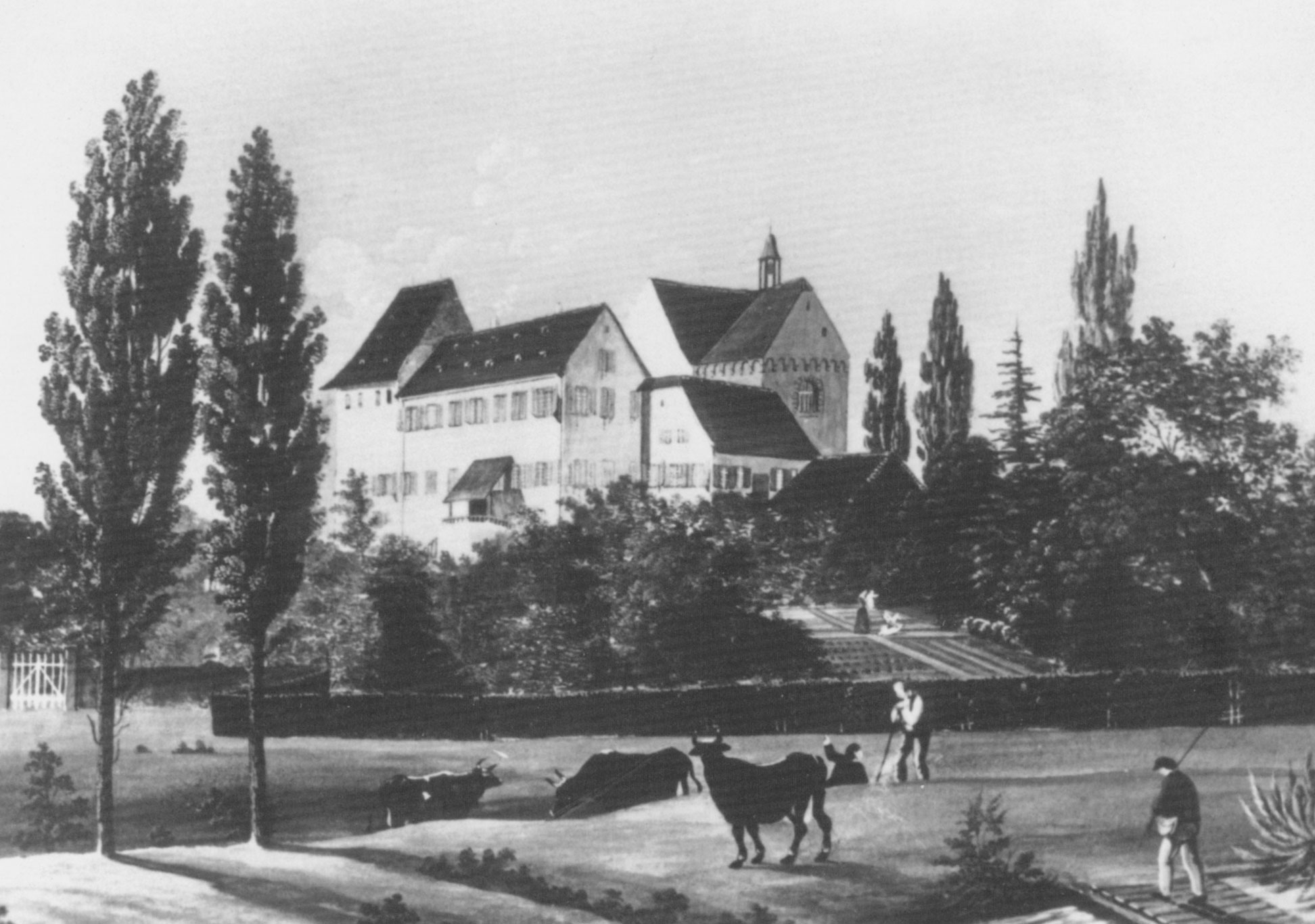
Kloster Lobenfeld um 1800, links das Hohe Nonnenhaus, daran anschließend das Schaffneigebäude und das Alte Haus, dahinter sichtbar Querhaus und Chor der Klosterkirche

Im frühen 12. Jahrhundert bestand an der Stelle des Klosters, wo sich eine uralte Straße von Heidelberg kommend nach Mosbach und Wimpfen verzweigt, ein Hofgut, das aus salischem Erbe an die Staufer fiel, die es dem Edelfreien Meginlach von Obrigheim zu Lehen gaben, der es wiederum Bischof Burchard II. von Worms zur Gründung eines Klosters verschenkte. In wormsischem Auftrag gründeten dann Augustiner-Chorherren aus Frankenthal dort im Zuge der systematischen Erschließung der rechtsrheinischen Gebiete des Bistums Worms das Kloster Lobenfeld. Mit einer undatierten Urkunde von 1181 oder 1187 bestätigte Kaiser Friedrich I. Barbarossa den Klosterbesitz. In der Urkunde werden Verfügungen des 1152 gestorbenen Königs Konrad III. und die Zustimmung des 1147 auf dem zweiten Kreuzzug verstorbenen Herzogs Friedrich II. von Schwaben zitiert, so dass die Klostergründung vor 1147 erfolgt sein muss. Urkundlich belegt sind außerdem verschiedene Zuwendungen an das Kloster noch im 12. Jahrhundert. Aus einer Stiftung des Abts Heinrich von Lorsch an verschiedene Klöster gingen 1167 zwei Mark an Lobenfeld. Anlässlich dieser Zuwendung wurde das Kloster erstmals urkundlich genannt. Heinrichs Nachfolger, Abt Sigehard, verkaufte dem Kloster Lobenfeld 1173 ein Acker- und Wiesengut nebst einem Forst bei Plankstadt. In der Urkunde Barbarossas werden neben dem Plankstadter Besitz auch Besitz in „Butersbach“ (Biddersbacher Hof auf Gemarkung Lobenfeld), „Breitenhart“ (auf Gemarkung Daisbach) und „curtis in Nivwenheim“ (Hofgut in Heidelberg-Neuenheim) genannt. Wie diese Güter in den Besitz des Klosters kamen, ist unbekannt. Sie gehörten jedoch wohl nicht alle zur Erstausstattung des Klosters, diese scheint vielmehr nur aus dem nahen Biddersbacher Hof bestanden zu haben.

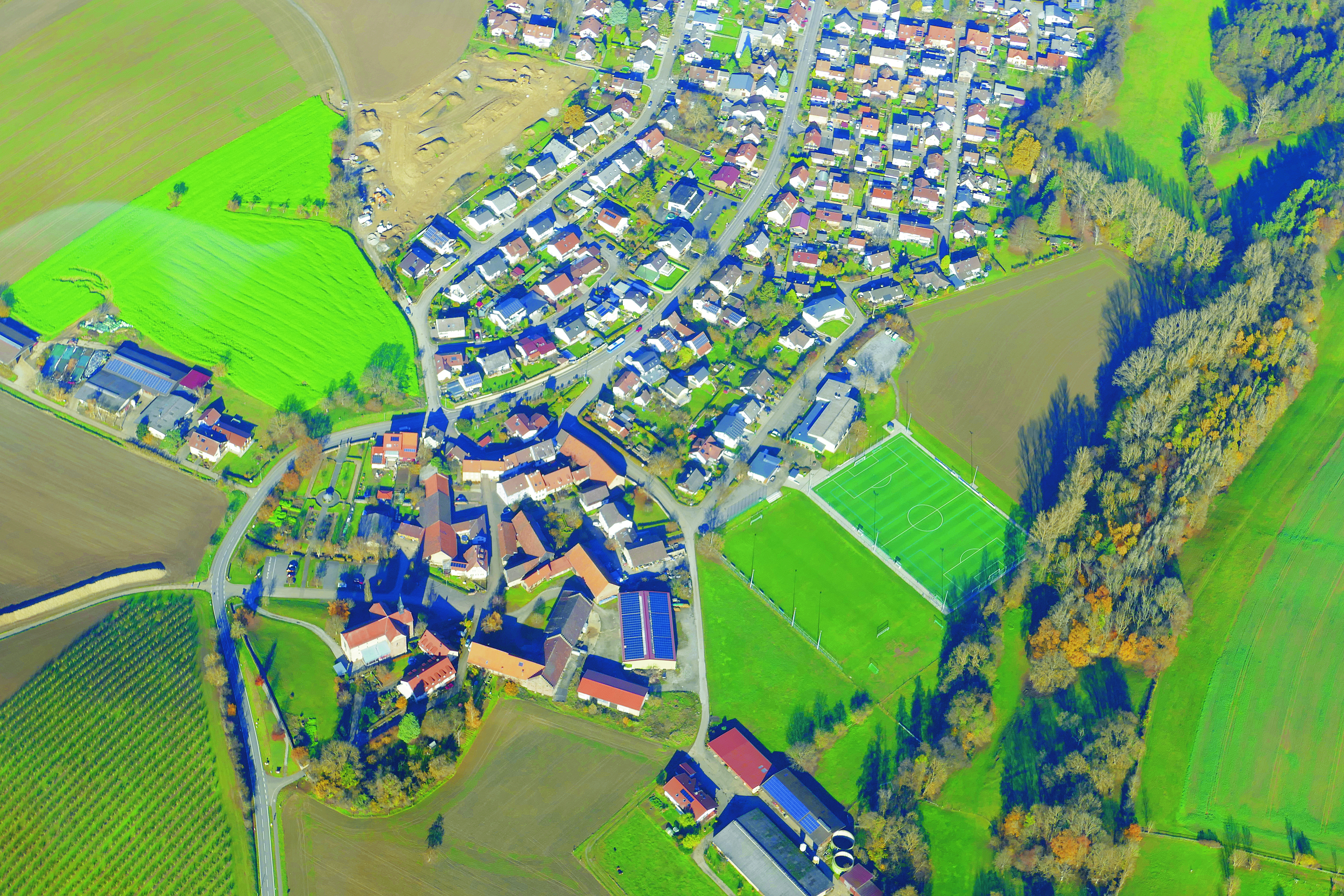
Luftaufnahme des Klosters Lobenfeld und ein Teil von Lobenfeld

Das Kloster hat in seinen frühen Jahren mehrmals bei Boppo (IV.) von Lauffen († 1181) auf dem Dilsberg um Schutz nachgesucht, der dann auch gewährt wurde. Der Sohn Boppo (V.) versuchte dann jedoch, die Vogtei über das Kloster zu erlangen, weswegen die Urkunde Friedrich I. Barbarossas auch als Schutzbrief gegen weltliche Vereinnahmung des Klosterbesitzes anzusprechen ist. Gleichzeitig kann die Urkunde auch als Absicherung des Klosters mit Hinblick auf bevorstehende Baumaßnahmen verstanden werden, zumal die romanische Osthälfte der Klosterkirche aus Querhaus und Chor, deren Architektur vermutlich in Abhängigkeit zum Ostbau des Wormser Doms entstand, auf jene Zeit um 1170/80 datiert wird.
An die Klosterkirche schlossen sich im Süden die eigentlichen Klostergebäude an und nahmen in etwa die Fläche bis zu den heute dort befindlichen Gebäuden (Altes Haus und Schaffneigebäude) ein. Nördlich an die Kirche schloss sich ein Begräbnisplatz an. Südöstlich der Kirche, in etwa im Bereich des Alten Hauses, sind Fundamentreste nachgewiesen, die älter als die Kirche sind und auf die man beim Bau der Kirche Rücksicht nahm. Dort ist vermutlich das älteste Klausurgebäude, wenn nicht gar das ursprüngliche Hofgut, zu verorten.
Mit einem praepositus wird 1223 letztmals ein männlicher Leiter des Klosters genannt, ab 1254 ist von Schwestern die Rede. Wie sich der Wandel vollzog, ist unbekannt. Die ältere Forschung orientiert sich an den wenigen Urkunden und setzt den Wandel um die Mitte des 13. Jahrhunderts an. Die jüngere Forschung sieht in dem im Kloster aufgefundenen Grabstein der Äbtissin Agnes, der um 1200 datiert wird, einen Hinweis darauf, dass sich zu dieser Zeit schon ein Nonnenkonvent im Kloster befand. Die Leitung des Nonnenklosters hatte eine magistra (Meisterin) inne, die Oberaufsicht lag weiterhin in Frankenthal oder vertretungsweise beim Propst des Klosters Höningen, einer weiteren Frankenthaler Klostergründung. Um das Kloster siedelte sich der 1229 erstmals erwähnte, bis ins 19. Jahrhundert jedoch unbedeutende Ort Lobenfeld an, über den das Kloster anfangs die Ortsherrschaft ausübte.
Im Laufe des 13. Jahrhunderts geriet das Kloster allmählich in den Einfluss des gemeinsam mit der Pfalzgrafschaft aufstrebenden Zisterzienserklosters Schönau. Bereits 1211 verkaufte das Kloster Lobenfeld eine Hofgut in Heidelberg an das Kloster Schönau, dessen Kaufpreis jedoch nicht voll bezahlt wurde, so dass es 1223 zu einer Schlichtung kam. Von Frankenthal aus wurde dann 1254 auch der größte Teil des Plankstadter Besitzes an das Kloster Schönau veräußert. Der Grundstücksverkehr zwischen den Klöstern Lobenfeld, Lorsch und Schönau im 12. und 13. Jahrhundert führte nicht zuletzt zu einer Arrondierung der Besitztümer. Lobenfeld verzichtete auf ferne Güter in Plankstadt und Viernheim und erhielt stattdessen Besitz und Rechte in Wollenberg, Wimpfen, Schatthausen, Reilsheim, Bischofsheim und anderen Orten im nahen Umfeld des Kernbesitzes in Lobenfeld, Waldwimmersbach und Epfenbach.

### Errichtung einer Schaffnei
Die kaiserlichen Schutzrechte kamen unterdessen an die Pfalzgrafen, die zur Verwaltung des Klosterbesitzes, zur Kontrolle der Pächter und Güter des Klosters und zur Eintreibung der Steuern einen Verwalter, den so genannten Schaffner, bestellten. Das Schaffneramt ist seit 1326 belegt, war möglicherweise aber nicht kontinuierlich besetzt. Aufgrund der kleinteiligen Besitzverhältnisse im spätmittelalterlichen Kraichgau und der Expansionsbestrebungen der Kurpfalz bestanden selbst im Kernbesitz des Klosters komplizierte und wechselnde rechtliche Verhältnisse sowohl in Grundherrschaft und obrigkeitlichen Befugnissen, in der Parzellierung der Pachtgüter und der Erbpacht als auch in der Leibeigenschaft der Einwohner. Summieren lässt sich, dass das Kloster an Besitz an Rechten in Waldwimmersbach verlor, unterdessen aber in Epfenbach gewann. Obrigkeitliche Rechte trat das Kloster in Lobenfeld und Waldwimmersbach an die Pfalzgrafen ab, gewann sie aber ebenfalls in Epfenbach hinzu. Das Schaffneramt, das anfangs noch nicht mit einem Amtssitz in Lobenfeld verbunden war, verlor im Lauf der Zeit viele seiner hoheitlichen Befugnisse wie das Einsetzen der Schultheißen und wandelte sich zu einem fiskalischen Amt, später auch mit Residenzpflicht, wobei die Schaffner auch selbst Güter pachten und bewirtschaften oder Afterbeständer einsetzen konnten.

### Übergang zum Zisterzienserkloster

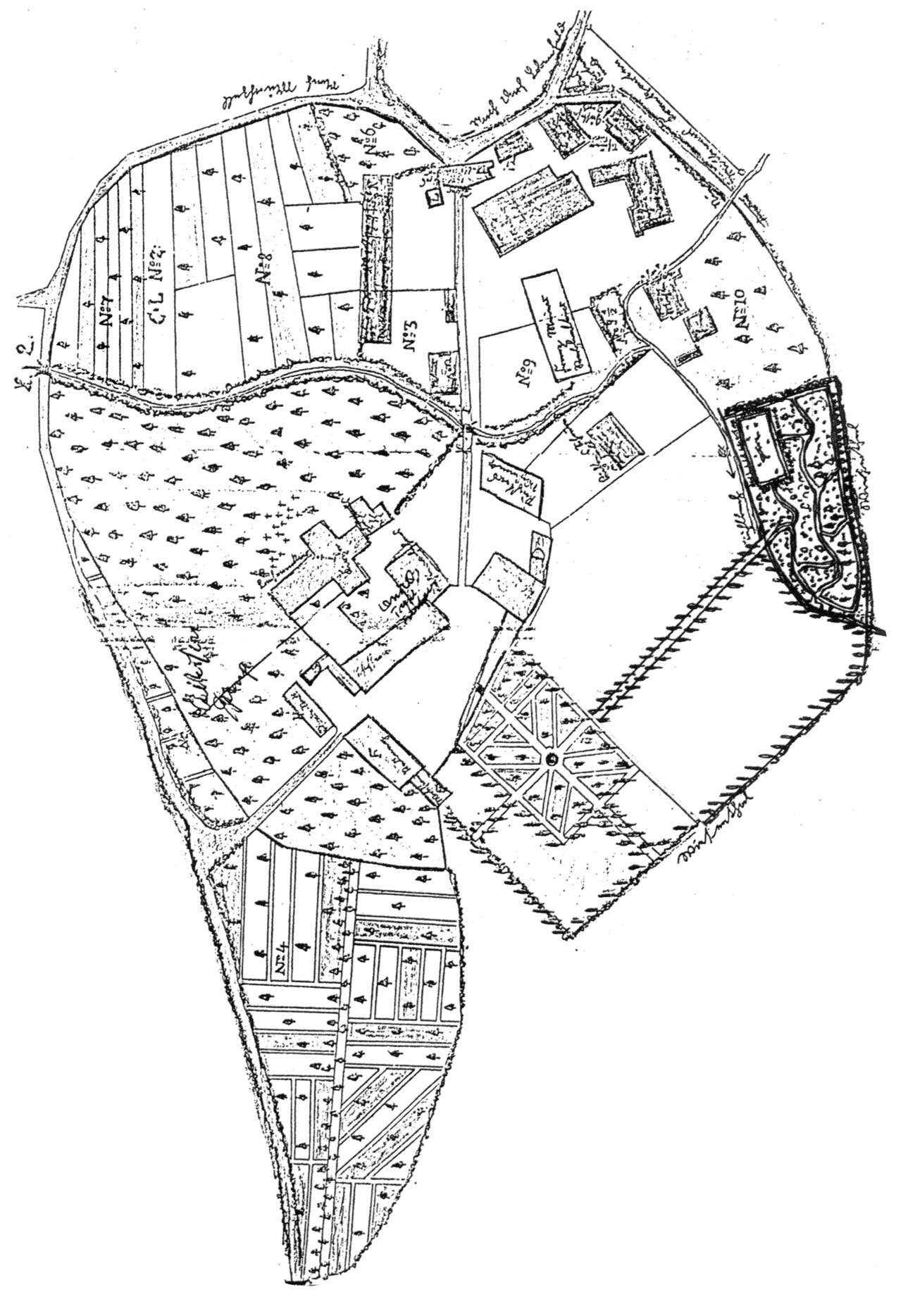
Klosterbezirk in Lobenfeld 1794/95

Wann und wie das Kloster in Lobenfeld an den Zisterzienserorden kam, ist unbekannt. Möglicherweise hat es sich schon bei den ersten Klosterfrauen, eventuell im frühen 13. Jahrhundert, um Zisterzienserinnen gehandelt. Die Erweiterung der Klosterkirche um das einschiffige Langhaus um die Mitte des 14. Jahrhunderts erfolgte ebenfalls nach Bauvorgaben der Zisterzienser.
Aus dem Jahr 1331 datiert mit Margareta von Helmstatt die erste Nennung einer näher von ihrer Abstammung beschriebenen Äbtissin des Klosters. Ihre genaue Bestimmung in der Stammtafel der Herren von Helmstatt ist bislang noch nicht gelungen. 1342 ist Gertrud von Sickingen, Tochter Reinhards II. von Sickingen, als Nonne im Kloster belegt. Gemäß ihrem erhaltenen Grabstein starb 1357 Adelheid von Waltdorf als Angehörige des Lobenfelder Konvents, ihre Zugehörigkeit zur Familie der Herren von Walldorf ist jedoch fraglich. Nach 1382 sind die Äbtissinnen über rund 80 Jahre mit vollem Namen bekannt, wobei insbesondere Namen der Kraichgauer Ritterschaft erscheinen, darunter auch die von Venningen, von Angelloch und von Hornberg.
Die wirtschaftlichen Schwierigkeiten des Klosters Schönau um 1360 haben sich anscheinend nicht merklich auf das Kloster Lobenfeld ausgewirkt, zumal dieses ohne Schönauer Mitwirkung seine wirtschaftliche Absicherung in Heidelberg durch einen Hof und eine Kelter sowie die zollfreie Ausfuhr der Erzeugnisse ausbauen konnte. Zur wirtschaftlichen Absicherung trug außerdem der sehr stark gestreute Besitz zur Aussteuer der Konventualinnen bei. Das Kloster Billigheim und das Kloster Lobenfeld teilten sich im 14. Jahrhundert darüber hinaus den Marktzoll zu Mosbach.

### Benediktinerkloster ab 1438
Im Jahr 1425 gab es Bestrebungen des Pfalzgrafen Ludwig IV., die Nonnen des Klosters Neuburg nach Lobenfeld umzusiedeln. Nach Protesten beider Konvente kam es nicht zur Zusammenlegung, dafür wurden Lobenfeld 1436 und Neuburg 1438 auf Ludwigs Veranlassung hin in den Benediktinerorden aufgenommen. 1459 wurde das Kloster Lobenfeld schließlich in die Bursfelder Kongregation integriert und von Ludwig IV. von allen Frondiensten und Atzungsansprüchen befreit. Anstelle der bisherigen Äbtissin Agnes von Hornberg (erwähnt 1457 und 1458) wurde die Priorin des bereits bursfeldisch reformierten Klosters Marienberg, Agnes von Rohrbach als Obere eingesetzt. Das Kloster nahm an den Bursfelder Generalkapiteln von 1488 und 1493 teil. Inzwischen fanden auch bürgerliche Frauen Aufnahme, darunter um 1512 die aus Mosbach stammende Elisabeth Silbereisen, die spätere Ehefrau des Straßburger Reformators Martin Bucer.
Die Verpachtung von Klostergütern wurde im frühen 16. Jahrhundert vermehrt von Heidelberger Landschreibern übernommen, so dass das Kloster wohl bereits unter zentraler kurfürstlicher Aufsicht stand. Im Zuge der Reformation in der Kurpfalz wurde das Kloster dann sukzessive aufgehoben. Zunächst wurden 1556 Neueintritte verboten. Die letzte Priorin, Anna von Bettendorff, die Schwester des Wormser Fürstbischofs Dietrich von Bettendorf, resignierte am 16. Dezember 1560. Zur Verwaltung des Klosters wurde bis spätestens Februar 1563 von der kurpfälzischen Kirchengüter- und Gefälleverwaltung ein Schaffner bestellt. Den Klosterfrauen stand es frei, weiter in den Klostergebäuden zu bleiben. Wie viele und bis wann davon Gebrauch machten, ist nicht bekannt. Würdtwein berichtet, dass das Klosterleben erst 1616 erloschen sei, doch nimmt man gemeinhin an, dass jenes Jahr höchstens den Tod der letzten Nonne bezeichnet, während die Klosterbauten zu jener Zeit längst säkular genutzt wurden.

### Der Klosterbezirk nach Aufhebung des Klosters

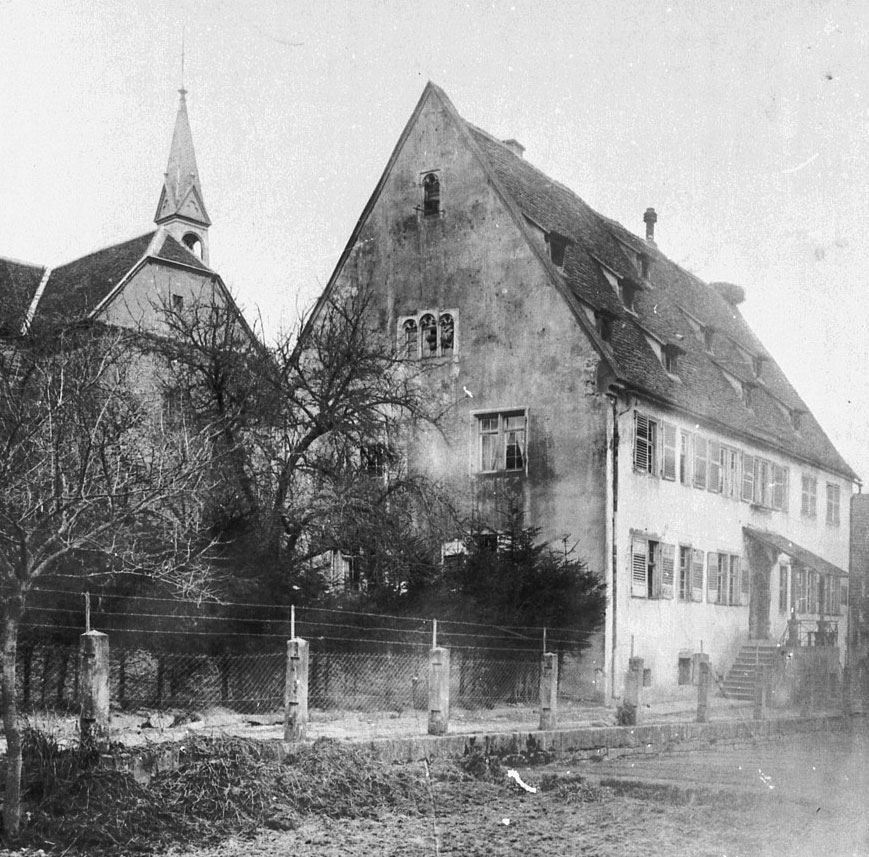
Das Schaffneigebäude (Foto um 1900) war zunächst Sitz der Verwaltung der eingezogenen kurpfälzischen Kirchengüter und ab 1884 Wohnhaus der Bestandspächter, es wurde 1966 durch einen Neubau ersetzt

Die kurfürstliche geistliche Administration wertete das Schaffneramt auf und richtete im Konventsgebäude eine Schaffnerei zur Verwaltung der Klostergüter und der ebenfalls von der Kurpfalz eingezogenen Kirchengüter der Propstei in Wiesenbach ein. Hatte man zuvor die Klostergüter zum Nutzen des Klosters verwaltet, lag der Nutzen nach der Reformation direkt bei der Kurpfalz. Der Schaffner in Lobenfeld nahm außer seinen vielfältigen Verwaltungs- und Aufsichtsfunktionen noch die vogteilichen Rechte in Epfenbach wahr.
Zum Zubehör der Schaffnerei Lobenfeld zählten der Biddersbacher Hof, ab dem 18. Jahrhundert auch der Klingentaler Hof bei Langenzell, der Pfarrsatz in Lobenfeld und Waldwimmersbach in deren gemeinsamen Kirche im Biddersbacher Hof sowie in Epfenbach und Güter und Gefälle in Epfenbach, Wollenberg, Bischofsheim, Wimpfen und Aglasterhausen sowie zahlreicher Streubesitz im Bereich der südlichen Bergstraße, darunter Güter und Rechte in Wiesloch, Altwiesloch, Baiertal, Schatthausen, Dielheim, Nußloch und Gauangelloch. Ein Teil des besitzes war früherer Schönauer Klosterbesitz, der über die aufgelöste Propstei in Wiesenbach an die Schaffnei in Lobenfeld gekommen war. Ein geringer Teil des Besitzes stammte darüber hinaus aus der Sicherung von Finanzgeschäften (Pfandschaften).
Während des Dreißigjährigen Krieges kam es nach der Kapitulation von Mannheim und Heidelberg 1622 von Bayern aus zum Versuch der Rekatholisierung. Der 1625 verstorbene und in der Kirche begrabene Schaffner Paulus Mauer war wohl von München in die Kurpfalz versetzt worden. Im Juli 1629 überstellte der Erzbischof von Mainz und Bischof von Worms, in Übereinstimmung mit Papst Urban VIII., alle Rechte und Besitz der Klosterfrauen in Lobenfeld an das Jesuitenseminar in Heidelberg zur Stärkung des rechten Glaubens (Rekatholisierung). 1643 kam es zu Plünderungen durch lothringische Reiter. Nach dem Westfälischen Frieden von 1648 kam das Kloster wieder an die kurpfälzische Geistliche Administration. Danach nutzten ab 1664 etwa 100 von Kurfürst Karl I. Ludwig angesiedelte Sabbatarier die Anlage, während der Dienstsitz der Schaffnei nach Neckargemünd verlegt wurde. Die Sabbatarier wurden wegen Misswirtschaft und Zerstörung schon 1669 wieder ausgewiesen. Ab 1672 haben Täufer aus der Schweiz als Glaubensflüchtlinge die Anlage bewirtschaftet. Ab dem späten 17. Jahrhundert legte man dann Wert darauf, dass die wieder vom Klosterbezirk aus verwaltete Schaffnei mit verwaltungstechnisch geschultem Personal besetzt war. Im frühen 18. Jahrhundert hatten die jeweiligen Schaffner noch bürgerliche und polizeiliche Obrigkeitsbefugnisse innerhalb des klösterlichen Immunitätsbezirks, verloren diese Rechte jedoch sukzessive an die Kellerei in Dilsberg, der auch das Dorf Lobenfeld unterstand.
Aufgrund der langen landwirtschaftlichen und administrativen Nutzung gingen die klösterlichen Funktionsbauten und der geschlossene Charakter der Anlage im Lauf der Zeit weitgehend verloren. Das Konventsgebäude als Verwaltungsgebäude der Schaffnei wurde bereits 1605 erneuert. Das Alte Haus beim Treppenaufgang zum Ostportal der Kirche, das möglicherweise auf den ältesten Fundamenten der Anlage steht, wurde als Wohnhaus der jeweiligen Pächter mehrfach erneuert. Bei der Pfälzer Kirchenteilung von 1705 kam die Klosterkirche an die Protestanten, der übrige Klosterbesitz an die Katholiken. Das Langhaus der Klosterkirche kam 1808 im Tausch gegen einen Acker an die katholische Schaffnerei, die es zur Scheune umnutzte.

### Repräsentatives Hofgut
In der zweiten Hälfte des 18. Jahrhunderts hat die Schaffnerfamilie Heyliger, die einen gewissen großbürgerlich-herrschaftlichen Lebensstil in der Klosteranlage pflegte, den Klosterbezirk mit parkartigen Gärten repräsentativ hergerichtet. In jener Zeit kam es auch zum Bau einiger weiterer Wohnhäuser und zugehöriger Wirtschaftsgebäude, denen die Ummauerung der Anlage teilweise weichen musste oder als Baumaterial diente. Insgesamt gab es im späten 18. Jahrhundert fünf Erbbestandshöfe auf dem Klosterareal. Im Klosterbezirk bildete sich eine eigene gemeindeartige Struktur heraus, die aufgrund des großen Landbesitzes gegenüber der angrenzenden Dorfgemeinde Lobenfeld recht wohlhabend war. 1804 und 1831 gab es Versuche zur Abtrennung von der armen Dorfgemeinde. 1846 wurde das Mühlengebäude erneuert.

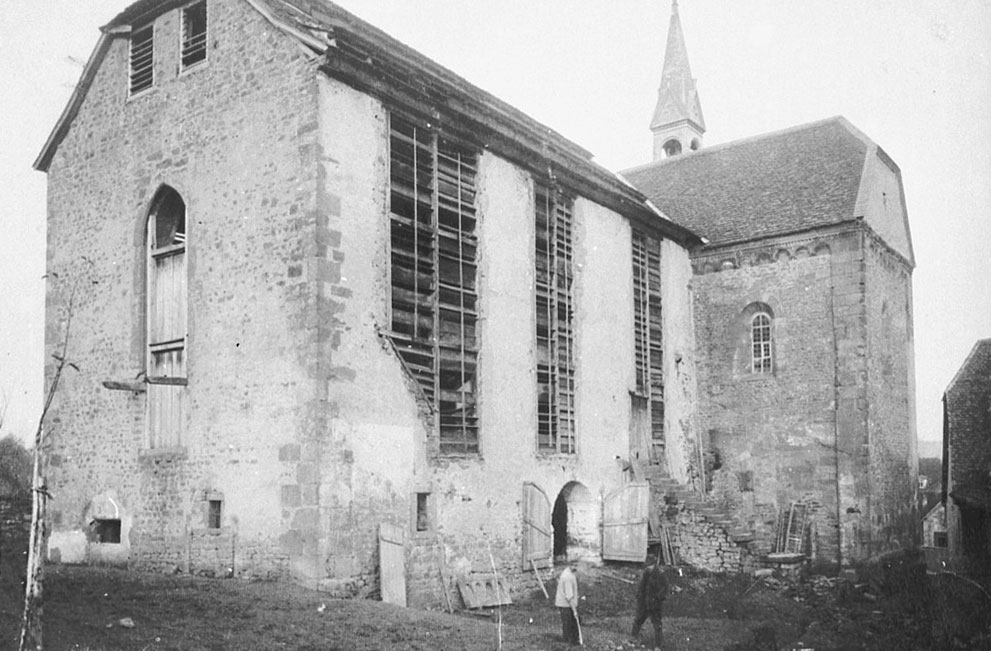
Die Klosterkirche um 1910, die Fenster des als Scheune genutzten Langhauses sind ausgebrochen

1884 wurde die Schaffnerei mit der Schaffnerei Heidelberg zur pfälzischen katholischen Kirchenschaffnerei vereinigt und der Amtssitz nach Heidelberg verlegt, woraufhin das Schaffneigebäude zum Wohnhaus der damaligen Pächterfamilie Fellmann wurde, während im Alten Haus nur noch Beschäftigte unterkamen und das ebenfalls noch auf die Klosteranlage zurückgehende Hohe Nonnenhaus wohl zu jener Zeit abgerissen wurde. Neu erbaut zu jener Zeit wurden die großen historistisch anmutenden Wirtschaftsgebäude östlich der Schaffnei.

### Gegenwart
Bei einem Jagdbomberangriff am 24. März 1945 brannten mehrere Wohn- und Wirtschaftsgebäude der Klosteranlage aus. 1950 brannte außerdem das Alte Haus nieder und wurde anschließend bis auf den Keller erneuert. 1966 hat man auch das Schaffneigebäude durch einen kleineren Neubau auf dem alten Keller ersetzt.
Der Ort Lobenfeld ist durch neuzeitliche Bebauung nach Norden hin um ein Vielfaches angewachsen und hat sich 1974 mit dem benachbarten Waldwimmersbach zur Gemeinde Lobbach zusammengeschlossen. Der Besitz der Schaffnerei umfasste ungefähr zu jener Zeit (1968) rund 120 Hektar landwirtschaftliche Nutzfläche. Im letzten Drittel des 20. Jahrhunderts ließ die intensive landwirtschaftliche Nutzung der Anlage nach. Die Pächterfamilie Kaiser hat einen Aussiedlerhof nordöstlich des Klosterbezirks bezogen.
Einhergehend mit dem Rückgang der Landwirtschaft setzten Bestrebungen zur Wiederherstellung der Klosterkirche und zur kulturellen Nutzung der Klosteranlage ein. Seit der Wiederherstellung der historischen Dickel-Orgel von 1773 in der Klosterkirche im Jahr 1958 gibt es die Veranstaltungsreihe Musik in der Klosterkirche. 1979 erwarb die politische Gemeinde das Langhaus der Klosterkirche und plante den Umbau zur Festhalle. Die Pläne erlangten Baureife, doch kam das Langhaus 1984 wieder an die evangelische Kirchengemeinde, die es von 1995 bis 1997 sanierte und seitdem wieder über die gesamte Kirche verfügt. Die Bauunterhaltung obliegt der Evangelischen Stiftung Pflege Schönau.
Im Jahr 2004 wurde das Geistliche Zentrum Klosterkirche Lobenfeld ins Leben gerufen. Es bietet Einkehr- und Meditationstage, Konzerte, Ausstellungen und Fortbildungen für ehrenamtliche Mitarbeiter an. Die restlichen im Klosterbereich liegenden Gebäude sind bewohnt oder werden landwirtschaftlich genutzt. An einigen Stellen hat man die historische Klostermauer instand gesetzt. 2006 wurden Wege und Freiflächen im Kloster neu hergerichtet. 2008 konnte außerdem ein neuer Klostergarten eingeweiht werden, der sowohl an die Tradition der mittelalterlichen Klostergärten wie auch an die einstmals bestehenden repräsentativen Parkanlagen und die von den Bewohnern gepflegten Bauerngärten des Lobenfelder Klosterbezirks anknüpft.

## Gebäude im Klosterbezirk

### Klosterkirche

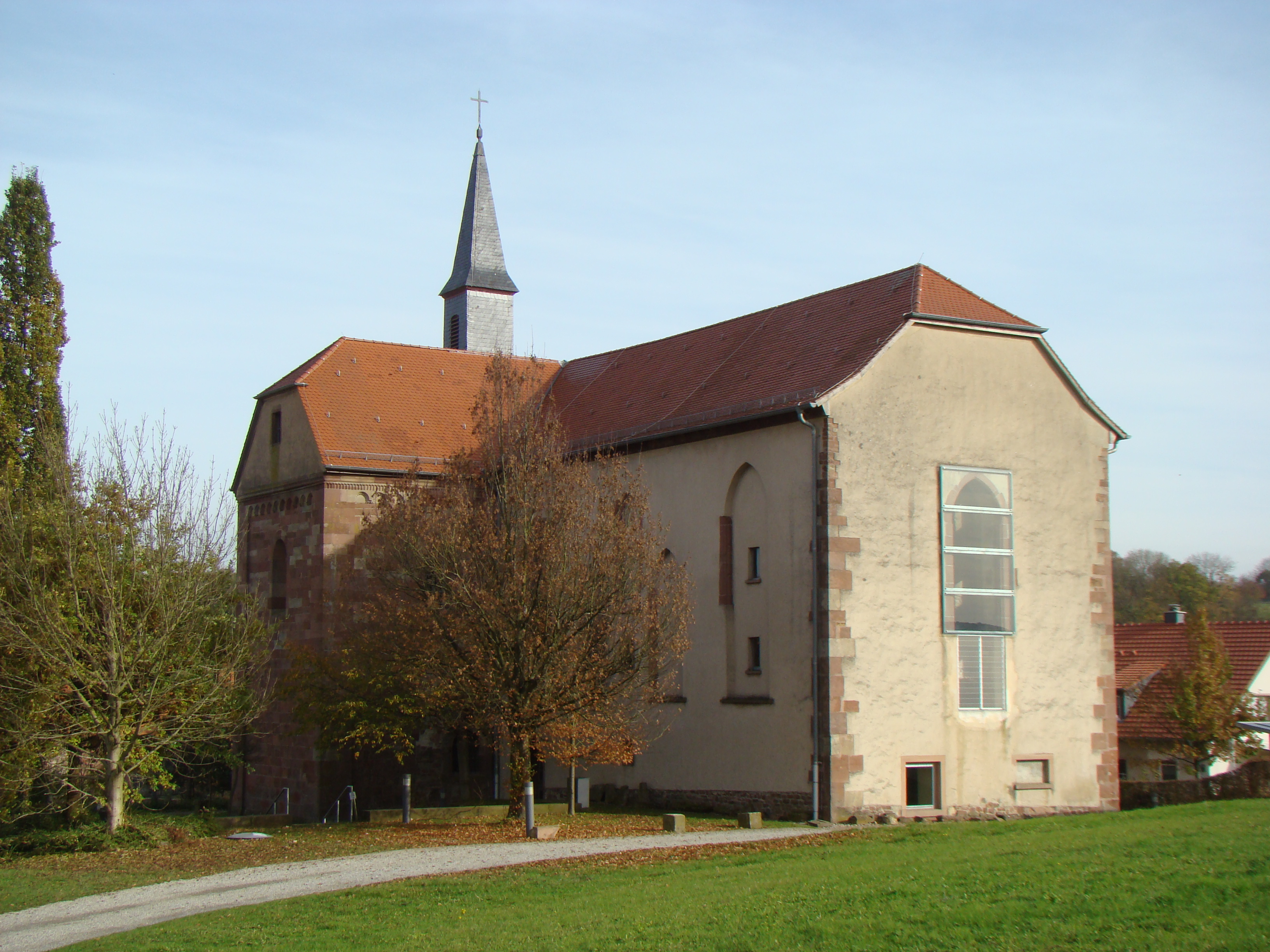
Klosterkirche Lobenfeld

Die Klosterkirche Lobenfeld ist das bedeutendste Gebäude der Anlage und zählt zu den herausragenden staufischen Denkmälern in Baden-Württemberg und zu den wenigen romanischen Bauten im Kraichgau. Querhaus und Chor der Kirche wurden wohl noch im späten 12. Jahrhundert erbaut und weisen historische Wandmalereien auf. In der Mitte des 14. Jahrhunderts wurde das schlichte Langhaus ergänzt. Bei der pfälzischen Kirchenteilung 1705 kam die Kirche an die evangelische Pflege Schönau, jedoch wurden später nur noch Querhaus und Chor kirchlich genutzt, während man das Langhaus 1808 der katholischen Schaffnei überlassen hat, die es rund 170 Jahre als Scheune für das Klostergut nutzte und es in dieser Zeit den landwirtschaftlichen Anforderungen entsprechend mehrfach umbaute. Erst 1984 kam das Langhaus wieder in den Besitz der evangelischen Pflege und wurde von 1995 bis 1997 saniert. Seit 2004 nutzt das Geistliche Zentrum Klosterkirche Lobenfeld die Klosterkirche für verschiedene Veranstaltungen.

### Altes Haus
Das Alte Haus links des Treppenaufgangs der Klosterkirche steht auf den Mauern eines uralten Gewölbekellers, der möglicherweise noch älter als die Kirche ist. Das Haus wurde 1952/53 anstelle eines 1950 abgebrannten Vorgängerbauwerks errichtet, dessen Baujahr man 1841 auf um 1770 schätzte. Über weitere Vorgängerbauten gibt es keine Unterlagen. Der Schaffner Johann Heiliger ließ 1749 südlich des Gebäudes ein steinernes Wirtschaftsgebäude errichten. Ab 1783 bewohnte die Familie Geiß als Bestandspächter das Alte Haus. Später wurde das Hofgut geteilt, denn 1845 bewirtschaftete ein Pächter Lichti den Frohnhof I und bewohnte das Alte Haus, während Friedrich Geiß den Frohnhof II bewirtschaftete und im (abgegangenen) Hagenbuch'schen Haus lebte. Um 1880 bewirtschafteten die Gebrüder Fellmann die beiden Frohnhöfe. Das Hagenbuch'sche Haus wurde wegen Baufälligkeit abgerissen und beide Pächter wohnten vorübergehend im Alten Haus, bevor sie nach dem Wegzug der Stiftschaffnei 1884 das Schaffneigebäude beziehen konnten, worauf im Alten Haus Arbeitskräfte des seit 1881 wieder vereinigten Hofgutes einzogen. Nach dem Zweiten Weltkrieg bewohnten bis zu 35 Personen das Gebäude. Am 23. Dezember 1950 brannte der Dachstuhl des Gebäudes nieder. Man wollte es zunächst wiederherstellen, doch war die Substanz so schlecht, dass es bis auf die Kellerkante abgerissen und neu errichtet wurde. Beim Ausschachten der Klärgrube im Zuge des Wiederaufbaus fand man einige mittelalterliche Bestattungen sowie einen alten Brunnenschacht mit weiteren Skeletten. Das Gebäude gehörte der Pfälzer Katholischen Kirchenschaffnei Heidelberg, die es 1992 in Privatbesitz veräußerte. Die Besitzer haben die gegenüberliegende Scheune von 1749 auch zum Wohnhaus umgebaut.

### Schaffneigebäude

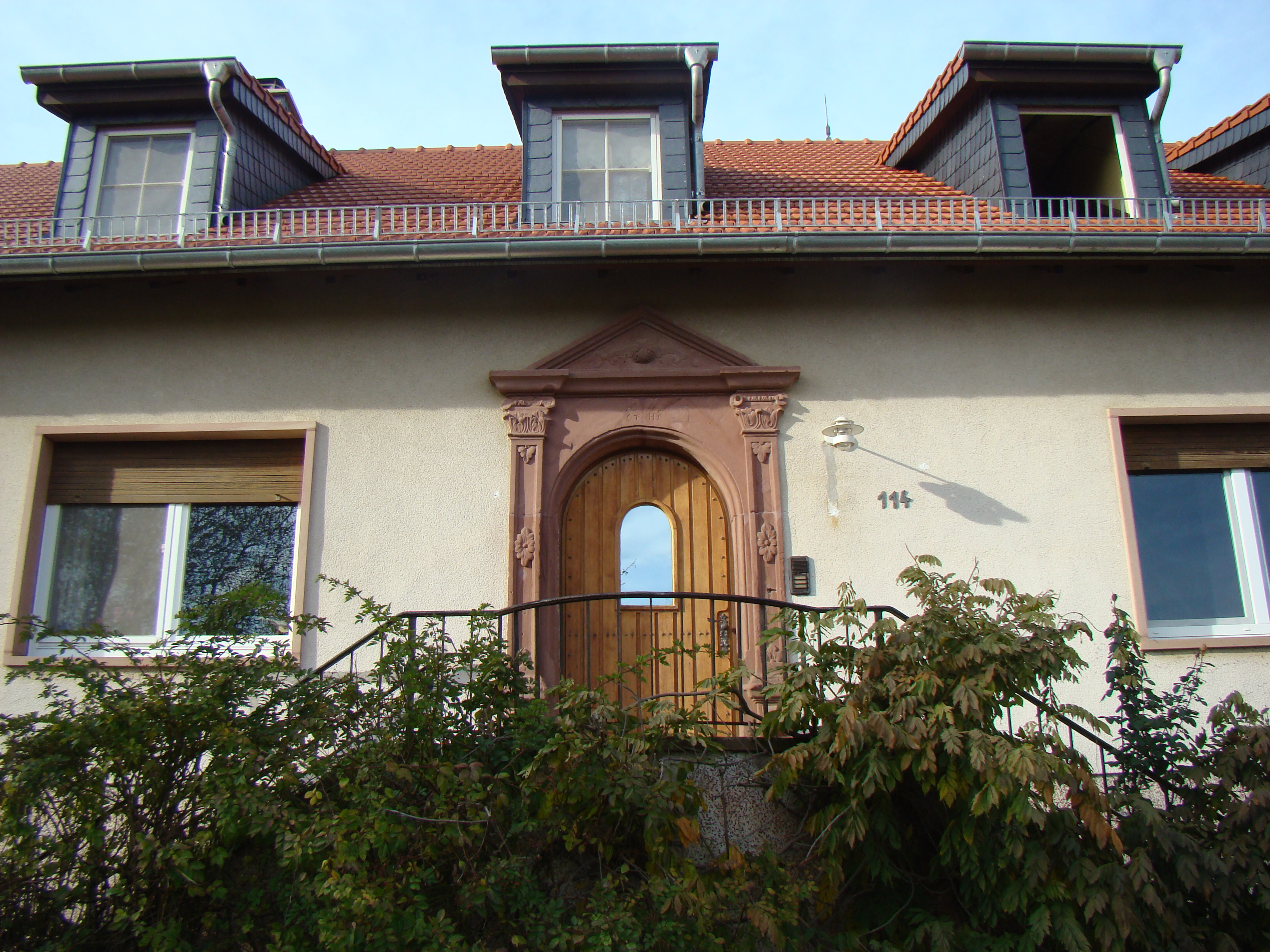
Gebäude an der Stelle der Stiftsschaffnei mit Portal von 1603

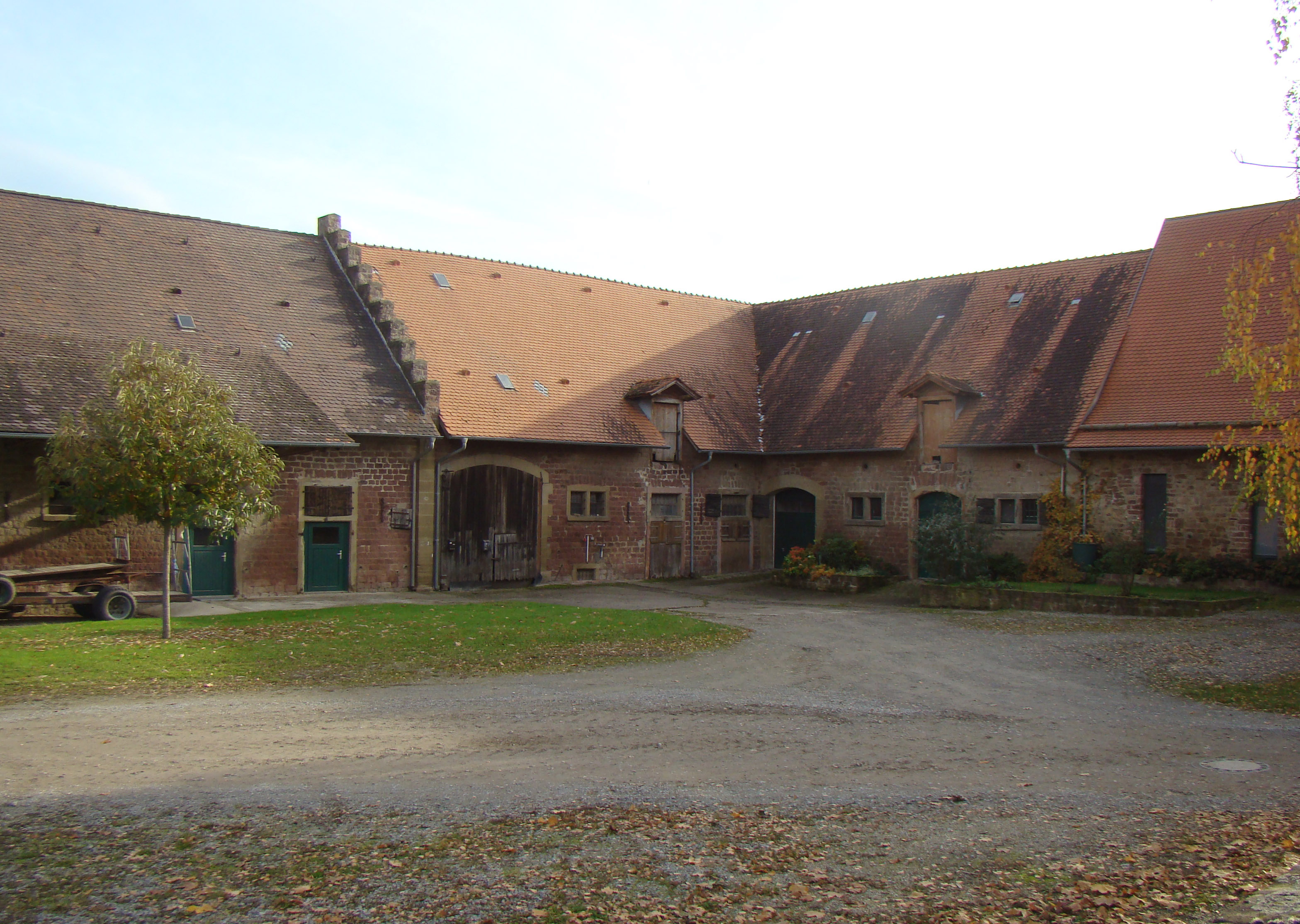
Wirtschaftsgebäude des Hofguts aus dem späten 19. Jahrhundert

Das Schaffneigebäude nördlich der Klosterkirche erhielt seine heutige Form durch einen Neubau im Jahr 1966. Das Gebäude steht auf einem Gewölbekeller, der wohl im 14. Jahrhundert in zeitlicher Nähe zum Langhaus der Kirche errichtet wurde. Beim Neubau 1966 hat man verschiedene historische Bauteile des Vorgängerbauwerks wiederverwendet, die vom hohen Alter des Gebäudes künden. Das Eingangsportal an der Südseite weist die Jahreszahl 1605 auf, der Türsturz der Nordseite ist auf 1487 datiert. Im Giebel der Ostseite wurde das Dreipassfenster eines früheren Klostergebäudes eingemauert. Das 1966 ersetzte Vorgängergebäude war ein zweistöckiges steinernes Gebäude von 1605 mit drei Dachspeichergeschossen. In dem Gebäude lebten und arbeiteten die jeweiligen Stiftsschaffner, von 1747 bis 1830 aus der Familie Heiliger. Das repräsentative und groß dimensionierte Gebäude war dem einträglichen Schaffneramt angemessen, die südlich des Gebäudes befindlichen Gärten waren einst auch als repräsentative Parkanlage gestaltet. Nach Verlegung der Schaffnei nach Heidelberg 1884 bezog die Pächterfamilie Fellmann das Gebäude, die das Hofgut bis 1967 verwaltet hat. Auf diese Pächterfamilie geht der Bau von zahlreichen Wirtschaftsgebäuden im Klosterbezirk zurück. Westlich an das Schaffneigebäude angebaut war das es überragende Hohe Nonnenhaus, an das sich einst südlich wohl noch ein Querbau zur Kirche hin anschloss. Das in etwa auf einem quadratischen Grundriss von 12 × 12 Metern errichtete Nonnenhaus hat wohl durch den Abriss jenes Querbaus viel seiner Stabilität verloren, so dass die südliche Mauer verstärkt werden musste. Im 18. Jahrhundert wird von häufigen Reparaturen des Nonnenhauses berichtet. 1722 ist ein Teil des Daches des Gebäudes eingestürzt. 1840 wird es als „herrschaftlicher Speicher“ bezeichnet. 1873 gab es noch Überlegungen, die Pächterwohnung in das Nonnenhaus zu verlegen, 1879 wird es im Feuerversicherungsbuch nicht mehr erwähnt.

### Torhaus

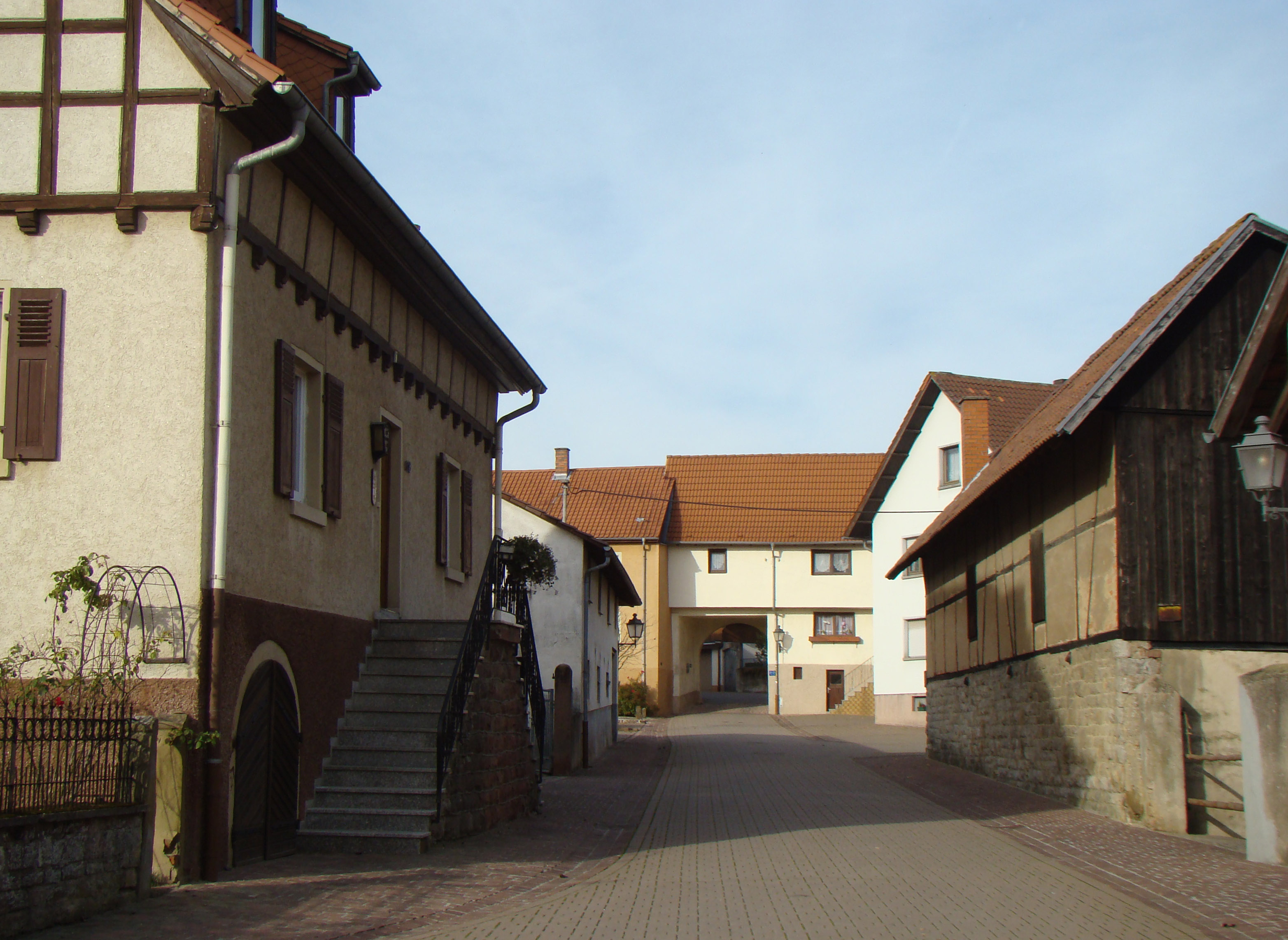
Blick durch den Klosterhof zum Torhaus, links vorne Haus Geiß

Das Torhaus (auch Pfortenhäuschen) bildete vermutlich einst den einzigen Zugang zu dem wohl schon im hohen Mittelalter vollständig ummauerten Klosterbereich. Das Erdgeschoss des Torhauses ist massiv ausgeführt, der Oberstock in Fachwerkbauweise errichtet. Bis zu einer Sanierung in den 1950er Jahren, bei der auch das Fachwerk des Gebäudes unter Putz verschwand, waren im Tordurchgang noch Pfannensteine der Torflügel mit Zapfenlöchern und die Lagerung des Sicherungsquerbalkens zu erkennen. Das Torhaus wurde 1683 durch den Leinenweber Christian Düfflin renoviert und danach bezogen. Das Torhaus war auch nach Ende des Klosterbetriebs noch lange Zeit Anlaufstelle für Arme und Bettler, die vom Pförtner Almosen erbaten. Um 1750 besaß der Schulmeister Hunzinger das Gebäude. 1854 wird als Besitzer Caspar Stoll genannt. Auf ihn oder den 1807 genannten Vorbesitzer Jakob Geiß geht vermutlich der Abriss der Klostermauer östlich des Torhauses zurück, die einer bis 1994 bestehenden Scheune (Stolle Scheuerle) weichen musste, für deren Bau Teile der Klostermauer, aber auch verzierte Steine weiterer Klosterbauten verwendet wurden. Nach Abriss der Scheuer wurde ein kleines Wohnhaus in die Lücke zwischen Torhaus und Gasthaus Zum Kloster eingefügt. Das Torhaus erhielt unterdessen 1996 ein neues Dach und kam 2002 in den Besitz der Gemeinde Lobbach. Der westliche Anbau des Torhauses ist das so genannte Haus Gimber. Ein Gebäude an dieser Stelle ist seit dem späten 17. Jahrhundert belegt und wurde mehrfach erweitert. Der Schäfer Franz Philipp ließ das Gebäude 1834 als zweistöckigen Steinbau neu ausführen. In der zweiten Hälfte des 19. Jahrhunderts war der Besitz an dem Gebäude in zwei Teile aufgeteilt. Die Hälfte, ab 1898 das gesamte Gebäude, befand sich bis in die 1980er Jahre im Besitz der Familie Gimber, von der der Name dieses Gebäudes herrührt.

### Haus Mayer
Das Haus Mayer südlich des Torhauses wurde 1956 errichtet. An seiner Stelle befand sich zuvor ein breites Wohnhaus mit weit heruntergezogenem Krüppelwalmdach. In den Feuerversicherungsunterlagen von 1841 wird das Alter dieses Gebäudes mit 200 Jahren angegeben. Das Wohnhaus wurde 1789 durch einen angebauten Stall erweitert. Als Erbbestandshaus, seit 1798 in Teilen, ab 1841 ganz im Besitz der Familie Mayer, gehörten zum Anwesen auch weitere Ställe und Scheunen im Klosterbezirk.

### Evangelisches Schulhaus

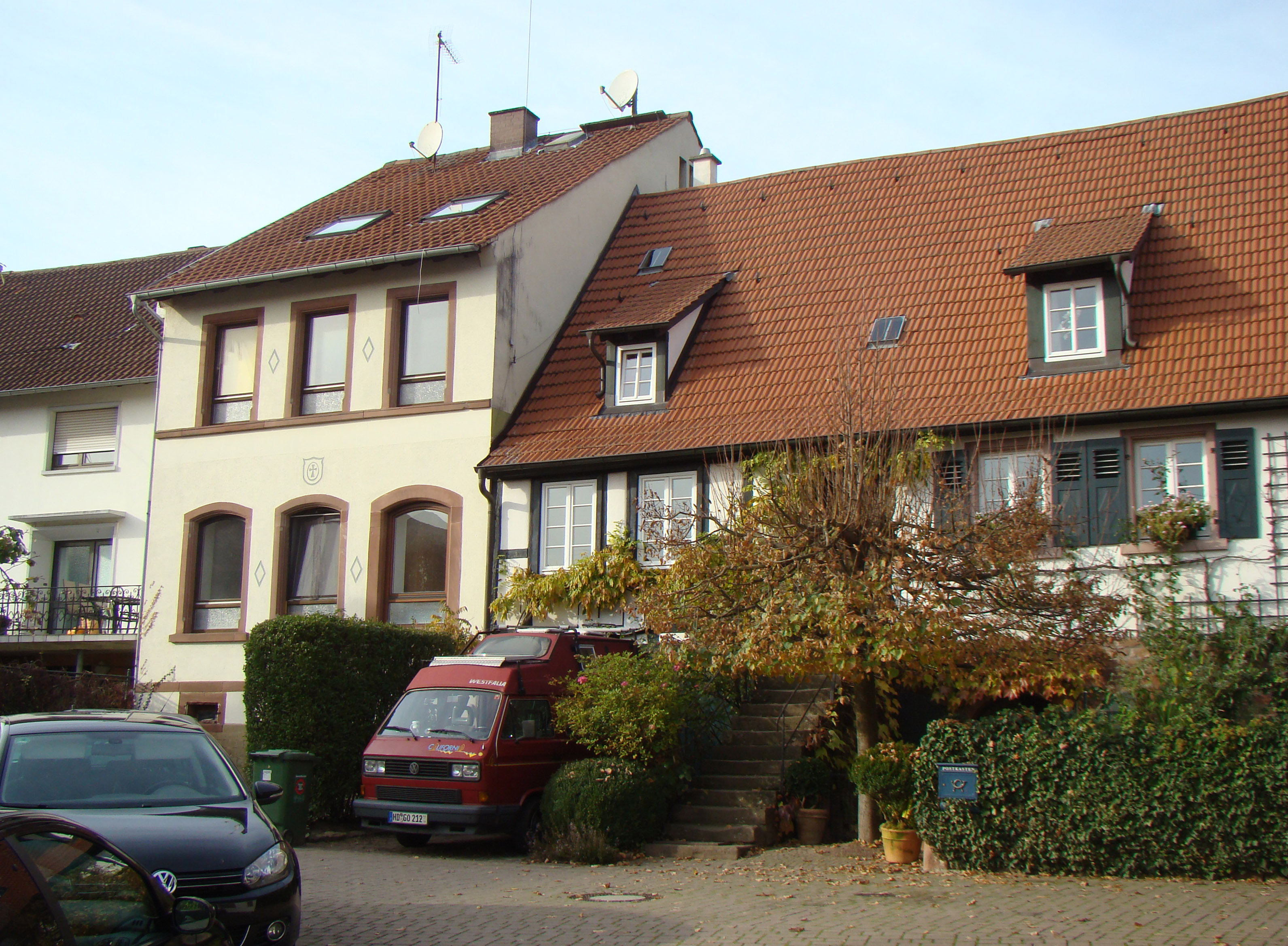
Evang. Schulhaus (links) und Haus Kaiser/Philipp (rechts)

Das Evangelische Schulhaus schließt sich östlich an das Wohnhaus Mayer an, sein Vorgängerbau bildete wohl das östliche Drittel des alten Erbbestandshauses. Die Gemeinde erwarb 1852 diesen Besitz, ließ den Altbaubestand abreißen und 1854 das heutige Gebäude als evangelisches Schulhaus errichten. Im Obergeschoss befand sich eine Lehrerwohnung. Nach dem Bau des Lobenfelder Schulhauses 1904 wurde das gesamte Gebäude in Wohnungen aufgeteilt. 1980 wurde das Gebäude saniert, wobei der einstige Hauptzugang im Süden vermauert wurde.

### Haus Kaiser/Philipp
Das Haus Kaiser/Philipp schließt sich östlich an das Schulhaus an. Das Fachwerkhaus wurde 1803 von einer Witwe aus der Erbbeständerfamilie Frey erbaut. Der Gewölbekeller unter dem Haus könnte von einem Vorgängerbauwerk stammen. Das Gebäude wurde in der Mitte des 19. Jahrhunderts von Jakob Geiß bewohnt und diente zeitweilig auch als Gastwirtschaft mit Gästezimmern und angebautem Tanzboden sowie als Posthilfsstelle. Seinen Namen hat das Gebäude nach der Familie Kaiser, die das Gebäude ab 1884 besaß und ab 1886 darin auch die Posthilfsstelle betrieb, sowie nach späteren Besitzern namens Philipp. Zum Anwesen zählten der südlich des Gebäudes gelegene große Garten sowie die östlich anschließende große Scheuer, die Heinrich Kaiser 1885 auf dem Brandplatz eines Vorgängerbauwerks errichten ließ und die nach Zerstörung im Zweiten Weltkrieg unter Verwendung der alten Mauern 1945 wiederaufgebaut wurde.

### Klostermühle

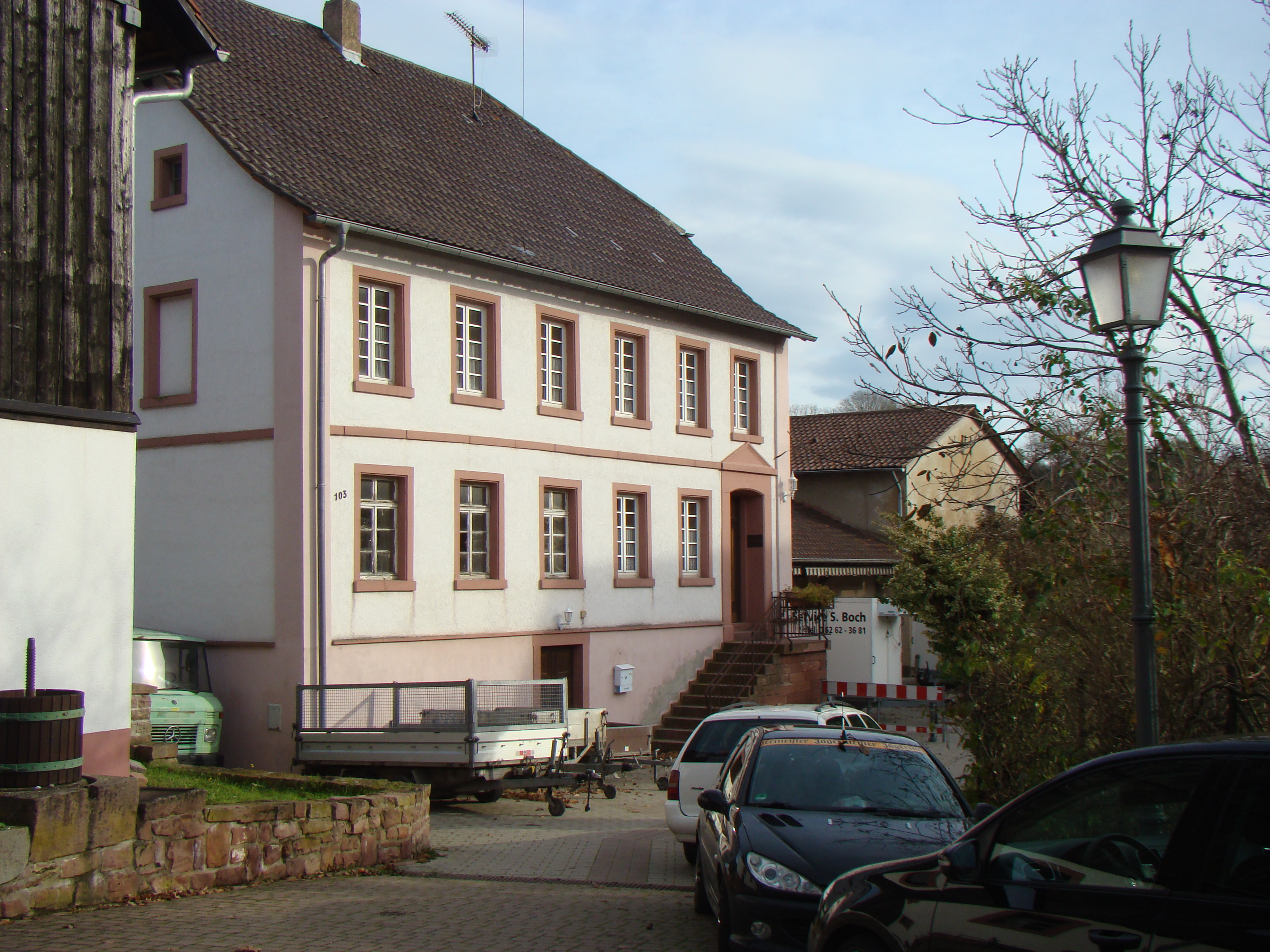
Klostermühle

Die Klostermühle ist bereits im Jahr 1510 belegt und wurde nach Aufhebung des Klosters von der Schaffnei verpachtet. 1618 werden als Pächter Peter Märtins und Joseph Pfister genannt. Als das Kloster zeitweilig von Sabbatariern bewohnt wurde, übernahmen diese auch die Mühle. Später kamen wieder Erbbestandspächter zum Zug. Ein neues Mühlengebäude wurde 1727 fertiggestellt. Die jeweiligen Müller stammten ab 1707 bis zum Ende des 19. Jahrhunderts aus der Familie Frey. Unter Müller Georg Frey wurde 1846 das heutige Mühlengebäude errichtet. Das seit 1978 im Gebäude befindliche Mühlenstübchen geht auf die historische Gastwirtschaft in der Mühle zurück, die erst 1852 in das Haus Kaiser/Philipp wechselte, nachdem Georg Frey Bürgermeister von Lobenfeld war und das seit Generationen mit der Mühle verbundene Gastwirtschaftsrecht nicht weiter ausüben durfte. Nach dem Ausscheiden aus dem Amt nahm er die Gastwirtschaft kurz wieder auf, sein Sohn hatte jedoch kein Interesse mehr an der Fortführung. Die Mühle kam 1898 an die Müllerfamilie Holdermann. Klostermüller Heinrich Holdermann heiratete die Witwe des im Ersten Weltkrieg gefallenen Klosterwirts Heinrich Kaiser. Diese führte nach dem Tod des Müllers nur noch das 1914 eingeweihte Gasthaus fort und verkaufte die Mühle 1928 an eine Spekulantin, aus deren Konkursmasse die Mühle 1930 an die heutige Besitzerfamilie Christ/Rutsch kam. Die zur Mühle gehörigen Nebengebäude wurden nach dem Zweiten Weltkrieg erneuert.

### Haus Geiß
Das Haus Geiß nordöstlich der Klosterkirche wurde im späten 18. Jahrhundert von dem Erbbeständer Martin Geiß, der auch Vorsteher der kleinen evangelischen Gemeinde war, erbaut. Sein gleichnamiger Enkel Martin Geiß ließ das Gebäude 1863 umbauen. Dessen Enkel Friedrich Geiß ließ 1938 einen Tabakschuppen westlich an das Wohnhaus anbauen. Das gesamte Anwesen mit Wohnhaus, Tabakschuppen und weiteren Nebengebäuden brannte beim Jagdbomberangriff vom 24. März 1945 nieder, wurde jedoch der alten Kubatur folgend nach Kriegsende wiederaufgebaut und durch Ludwig Geiß noch um weitere Wirtschaftsbauten nach Norden erweitert.

### Klostermauer
Die Klostermauer, die die Anlage nahezu kreisförmig umschloss, wurde in der ersten Hälfte des 14. Jahrhunderts errichtet. Sie hatte einst eine Gesamtlänge von etwa 730 Metern, war zwischen 60 und 80 cm dick und teilweise bis zu fünf Meter hoch. Bedingt durch Nutzung und vielfachen Umbau des Klosterbezirks sowie durch den Straßenbau und die Landwirtschaft, sind weite Teile der Mauer heute verschwunden. Seit den 1980er Jahren hat man die noch erhaltenen Mauerteile konserviert und einige Teile der Mauer auch rekonstruiert.